# 바르다이
바르다이(프랑스어: Bardaï, 아랍어: برداي)는 차드 북부에 위치한 도시로, 티베스티 주의 주도이며 사하라 사막의 오아시스와 접한다. 1974년 이센 하브레가 이끄는 무장 단체가 프랑스 고고학자 프랑수아스 클로스트르 외에 유럽인 2명을 인질로 잡은 적이 있었다.